# Corticaria impressa
Corticaria impressa is een keversoort uit de familie schimmelkevers (Latridiidae). De wetenschappelijke naam van de soort werd in 1790 gepubliceerd door Guillaume-Antoine Olivier.